# Lizimah
Lizimah (oko 360. pr. Kr. – 281. pr. Kr.), makedonski general Aleksandra III. Makedonskog. Nakon Aleksandrove smrti Lizimah je u ratovima dijadosa kao kralj; od 306. pr. Kr. zavladao velikim dijelovima Tracije i Male Azije.
U toku Aleksandrova vojnog pohoda na Perzijsko Carstvo, Lizimah je bio jedan od njegovih tjelesnih čuvara. Kada je Aleksandar 323. pr. Kr. umro, Lizimah dobiva kao satrap na upravu Traciju. Iste se godine udružio s Antipaterom, Kraterom, Antigonom i Ptolemejem protiv Perdike, glavnog regenta carstva. Godine 315. pr. Kr. udružuje se s Ptolemejem,Seleukom i Kasandrom protiv Antigona i njegovog sina Demetrija. Međutim,u prvih nekoliko godina međusobnog ratovanja dijadosa Lizimah nije puno sudjelovao. Više je ratovao protiv Tračana i ostalih lokalnih domorodaca. Godine 311. pr. Kr. dogovoren je mir između Antigona i njegovih protivnika. Time je Lizimahu priznata vlast u Traciji. Rat je nastavljen već 310. pr. Kr. Godine 306. pr. Kr. Lizimah je uzeo titulu kralja.
Godine 302. pr. Kr. Lizimah, Ptolemej, Seleuk i Kasandar su sa svih strana napali Antigona u Aziji.Lizimah je bez većeg otpora osvojio dijelove Male Azije. Antigon je s velikom vojskom krenuo protiv njega i pozvao sina Demetrija da mu s pridruži. Lizimah je međutim izbjegao bitku i spojio svoju vojsku sa Seleukom, koji je Iz indije doveo 500 slonova. Lizimah i Seleuk porazili su udružene Antigona i Demetrija u bitci kod Ipsa, 301. pr. Kr. Antigon je poginuo a Demetrije bio prisiljen na bijeg.
Nakon ove pobjede najveći dio Antigonova u carstva u Aziji dobio je upravo Lizimah. Godine 300. pr. Kr. Lizimah je sklopio mir s Ptolemejem i oženio njegovu kćer Arsinoju II.
Godine 297. pr. Kr. Lizimah je ponovo zaratio s Demetrijem, ali ga je priznao 294. pr. Kr. za vladara Makedonije. Demetrije je, međutim, imao planove za napad na Lizimaha u Aziji pa se Lizimah udružio s epirskim kraljem Pirom. Godine 288. pr. Kr. Lizimah i Pir su osvojili Makedoniju. Lizimah je isprva priznao Pira vladarom Makedonije. Demetrije je s vojskom krenuo protiv Lizimaha u Aziji, ali se predao Seleuku 285. pr. Kr. Zatim se Lizimah okrenuo protiv Pira i 284. pr. Kr. sam zavladao Makedonijom. U tom trenutku Lizimah je na vrhuncu moći.
Lizimah je,pod utjecajem Arsinoje II., optužio za urotu i pogubio svog najstarijeg sina Agatokla. Nakon toga mnogi gradovi u Aziji, koji su mu bili vjerni, okreću se protiv njega. Opće neraspoloženje protiv Lizimaha iskoristio je Seleuk i napao Lizimaha u Aziji. Seluk je porazio Lizimaha u bitci kod Kuropedija iz 281. pr. Kr. Tu je Lizimah i poginio.